# Harold Raistrick
Harold Raistrick (Pudsey, 26 de noviembre de 1890-Felpham, Sussex Occidental, 8 de marzo de 1971) fue un bioquímico británico, pionero en el estudio del metabolismo de bacterias y hongos.

## Biografía
Raistrick era hijo de un mecánico en una fábrica de lana. Realizó la licenciatura en Química en la Universidad de Leeds (1908-1912) y una maestría en la Universidad de Cambridge (1913), donde obtuvo un B.A. (1916). Tras examinar el metabolismo de aminoácidos de E. coli en el Comité de Investigación Médica, recibió su doctorado en Leeds (1920). Posteriormente se trasladó a Ardeer (North Ayrshire), donde trabajó en la producción bioquímica de glicerol y otras sustancias. En 1929 se convirtió en profesor de bioquímica en la Universidad de Londres, donde permaneció hasta su jubilación en 1956.
Fue un pionero en el estudio del metabolismo de bacterias y hongos. Se ocupó de la penicilina (1934), pero abandonó la investigación porque la consideraba químicamente inestable. Sucedió a Alexander Fleming, que tampoco prosiguió la investigación después de su primera publicación (1929), y al médico Cecil Paine, que trató con éxito algunas infecciones bacterianas oculares con penicilina en el Hospital de Sheffield (1930), aunque posteriormente también se rindió debido a su inestabilidad. El abandono de un reconocido experto en bioquímica de hongos como Raistrick también sirvió para disuadir a otros investigadores de estudiar la penicilina. El verdadero avance se produjo a finales de la década de 1930 por Howard Walter Florey y Ernst Boris Chain. 
Durante la Segunda Guerra Mundial, Raistrick estuvo en el comité de penicilina y continuó su investigación al respecto. En 1949 pronunció la Conferencia Panamericana.
Falleció en Felpham (1971), un pueblo y parroquia civil situada en el distrito de Arun de West Sussex, Inglaterra.